# Maypacius curiosus
Maypacius curiosus är en spindelart som beskrevs av Patrick Blandin 1975. Maypacius curiosus ingår i släktet Maypacius och familjen vårdnätsspindlar.
Artens utbredningsområde är Kongo. Inga underarter finns listade i Catalogue of Life.